# Tunfiskeri (dokumentarfilm fra 1957)
|  | Denne artikel er oprettet af botten PalnaBot ud fra en ekstern database. Den kan derfor have sproglige fejl eller mangler. Denne skabelon kan fjernes efter kontrol af indholdet. |

 For alternative betydninger, se Tunfiskeri. (Se også artikler, som begynder med Tunfiskeri)
Tunfiskeri er en film med ukendt instruktør.

## Handling
Om tunfiskeri i området ud for Helsingørs kyst. En stor international konkurrence finder sted i Snekkersten. Sild, makrel og hornfisk bruges som madding. Over 100 både er ude, alle typer både anvendes i jagten på tun. Der er præmie for den første, den største og de fleste. Den største vejer 235 kg.